# Milaan-San Remo 1937
De wielerwedstrijd Milaan-San Remo 1937 werd gereden op 19 maart 1937. Het parcours van deze 30e editie bedroeg een afstand van 281,5 kilometer. 
De wedstrijd werd gewonnen door Cesare Del Cancia, gevolgd door Pierino Favalli en Marco Cimatti. De renners op de gedeelde zesde plek: Osvaldo Bailo, Giovanni Cazzulani en Luigi Macchi. De renners op de gedeelde negende plek: Elio Bavutti, Giorgio Cinelli, Maggiorino Grosso, Umberto Guarducci, Diego Marabelli, Aladino Mealli, Enrico Mollo en Jules Rossi.

## Deelnemende ploegen
| Deelnemende teams           | Deelnemende teams     | Deelnemende teams | Deelnemende teams  |
| --------------------------- | --------------------- | ----------------- | ------------------ |
| Bianchi                     | Maino                 | Frejus            | Gloria             |
| Ganna                       | Il Bertoldo           | Legnano           | Urago              |
| Il Littoriale               | Thomann-Dunlop        | SS Parioli        | Mercier-Hutchinson |
| Helyett-Splendor-Hutchinson | Colin-Wolber          | Oscar Egg         | Ferrovario Genova  |
| AS Jesi                     | Diamant-Conti-Torpedo | Terrot            |                    |

## Uitslag
| Milaan–San Remo 1937 |                    |                |          |
| Plaats               | Naam               | Ploeg          | Tijd     |
| Winnaar              | Cesare Del Cancia  | Ganna          | 7u31'30" |
| 2                    | Pierino Favalli    | Legnano        | +2'50"   |
| 3                    | Marco Cimatti      | Onafhankelijk  | z.t.     |
| 4                    | Attilio Masarati   | Il Bertoldo    | z.t.     |
| 5                    | Olimpio Bizzi      | Fréjus         | z.t.     |
| 6                    | Osvaldo Bailo      | Urago          | z.t.     |
| 7                    | Giovanni Cazzulani | Legnano        | z.t.     |
| 8                    | Luigi Macchi       | Gloria         | z.t.     |
| 9                    | Elio Bavutti       | Fréjus         | z.t.     |
| 10                   | Giorgio Cinelli    | Bianchi        | z.t.     |
| 11                   | Maggiorino Grosso  | Individueel    | z.t.     |
| 12                   | Umberto Guarducci  | Il Littoriale  | z.t.     |
| 13                   | Diego Marabelli    | Bianchi        | z.t.     |
| 14                   | Aladino Mealli     | Legnano        | z.t.     |
| 15                   | Enrico Mollo       | Fréjus         | z.t.     |
| 16                   | Jules Rossi        | Thomann-Dunlop | z.t.     |
| 17                   | Renato Scorticati  | SS Parioli     | +5'10"   |
| 18                   | Michele Benente    | Ganna          | +5'40"   |
| 19                   | Ruggero Balli      | Bianchi        | +9'30"   |
| 20                   | Carlo Gambacurta   | Individueel    | z.t.     |

1907 · 1908 · 1909 · 1910 · 1911 · 1912 · 1913 · 1914 · 1915 · 1916 · 1917 · 1918 · 1919 · 1920 · 1921 · 1922 · 1923 · 1924 · 1925 · 1926 · 1927 · 1928 · 1929 · 1930 · 1931 · 1932 · 1933 · 1934 · 1935 · 1936 · 1937 · 1938 · 1939 · 1940 · 1941 · 1942 · 1943 · 1944 · 1945 · 1946 · 1947 · 1948 · 1949 · 1950 · 1951 · 1952 · 1953 · 1954 · 1955 · 1956 · 1957 · 1958 · 1959 · 1960 · 1961 · 1962 · 1963 · 1964 · 1965 · 1966 · 1967 · 1968 · 1969 · 1970 · 1971 · 1972 · 1973 · 1974 · 1975 · 1976 · 1977 · 1978 · 1979 · 1980 · 1981 · 1982 · 1983 · 1984 · 1985 · 1986 · 1987 · 1988 · 1989 · 1990 · 1991 · 1992 · 1993 · 1994 · 1995 · 1996 · 1997 · 1998 · 1999 · 2000 · 2001 · 2002 · 2003 · 2004 · 2005 · 2006 · 2007 · 2008 · 2009 · 2010 · 2011 · 2012 · 2013 · 2014 · 2015 · 2016 · 2017 · 2018 · 2019 · 2020 · 2021 · 2022 · 2023 · 2024 · 2025
Lijst van beklimmingen